# Faithless Hijabi
Faithless Hijabi (signifiant « Hijabi athée » en anglais) est une association fondée par Zara Kay en 2018 à Sydney (Australie). L'organisation offre une plate-forme d'expression permettant aux femmes musulmanes ou ex-musulmanes de partager leurs histoires d'apostasie, de doute et de liberté. La plateforme offre également un soutien aux femmes ostracisées ou victimes de violences pour avoir quitté l'islam. 

## Fonctionnement
La mission de l'organisation est d'« éduquer à travers des histoires » et d'« autonomiser une partie de la population féminine sous-représentée ».
En plus d'offrir un espace d'échange sûr (l'apostasie étant illégale dans de nombreux pays), Faithless Hijabi s'efforce de jouer un rôle actif dans la défense des droits des femmes. L'association est active sur de nombreux réseaux sociaux afin de permettre facilement aux gens de demander de l'aide. 
Faithless hijabi met également en lien les femmes avec des psychologues spécialisés des traumatismes en lien avec ces abus. En 2022, le réseau disait avoir ainsi aidé une cinquantaine de femmes en Arabie saoudite, Égypte, Jordanie et Algérie. 
À l'heure actuelle, l'organisation publie principalement des articles et des blogs en anglais, mais a récemment lancé ses pages de médias sociaux en arabe. Le réseau aide également les réfugiés et attire l'attention sur les incohérences politiques de certains pays.